# Skandinaviske velfærdsmodel
Den skandinaviske velfærdsmodel er en politisk model som bl.a. Danmark og de øvrige nordiske lande udviklede efter afslutningen på 2. verdenskrig. De grundlæggende principper bag denne model indebærer dels, at alle borgere i samfundet har adgang til sociale ydelser uden hensyn til deres sociale baggrund eller oprindelse, dels at ydelserne ikke er koblet til forsikringsbidrag eller andre former for brugerbetaling.

## Karakteristika
Modellen betegnes også som den universelle velfærdsmodel, fordi alle har ret til en række ydelser, som ikke er bestemt af trang, f.eks. folkepension og børnefamilieydelse. Borgerne i de skandinaviske lande er derved økonomisk sikret i forbindelse med sygdom, ledighed og i alderdommen, hvortil kommer supplerende foranstaltninger, bl.a. støtte til boligudgifter og udgifter til børn. Desuden findes en række stærkt udbyggede tjenesteydelser i form af daginstitutioner, sundhedshjælp, hjemmehjælp m.m.
Kontanthjælp og dagpenge er væsentlige elementer i modellen, selv om disse ydelser ikke er en universel ret i alle skandinaviske lande, f.eks. kræver det i Danmark en forsikring i en A-kasse at modtage dagpenge ved arbejdsløshed. Endvidere er der efter 1970 både foretaget stramninger i reglerne for adgang til visse ydelser, fx nedsættelse i Danmark af dagpengetiden fra 4 år til 2 år i 2009, mens andre typer af ydelser er blevet lettere at opnå.[kilde mangler]
Et andet markant kendetegn ved "den skandinaviske velfærdsmodel" er, at høj økonomisk vækst og velstand er forenet med en relativt lige fordeling af indkomsterne. Et vigtigt instrument er i denne forbindelse skatter og afgifter, fordi modellen primært finansieres ved skatteudskrivning. Legitimiteten bag modellen er den solidariske opbakning, som følger af, at 80% af befolkningen yder 80% af beskatningen, som gennem fordelingspolitikken føres tilbage til 80% af befolkningen. Modellens bæredygtighed afhænger derfor også i høj grad af, om den er i stand til at opretholde en høj beskæftigelse; et af midlerne til at nå dette mål har, især de seneste 20 år, været en aktiv arbejdsmarkedspolitik.
I praksis udvikler de skandinaviske lande gennem politiske kompromiser nye variationer af modellen, som derfor må forstås som en idealtype. Forskellene mellem varianterne af den skandinaviske model er især betinget af, hvilke politiske alliancer, arbejderklassen har indgået i. I Danmark kræver det f.eks. der skal betales et bidrag, hvis man ønsker at være berettiget til efterløn, ligesom denne rettighed er begrænset efter tilbagetrækningsreformen.